# Zeche Neue Mißgunst
Die Zeche Neue Mißgunst im Bochumer Stadtteil Wiemelhausen, Ortsteil Brenschede, ist ein ehemaliges Steinkohlenbergwerk. Die Zeche war auch unter dem Namen Zeche Neuemisgunst bekannt.

## Bergwerksgeschichte
Im Jahr 1740 wurde ein Schurfschein zur Erkundung der Lagerstätte ausgestellt. Im Jahr 1749 wurde die Mutung für ein Grubenfeld eingelegt. Am 2. Juli des Jahres 1754 wurde ein Längenfeld nahe der Laerheide verliehen. Das Flöz, welches sich in dem Längenfeld befand, war jedoch bereits früher mittels Raubbau durch Graben bearbeitet worden. Nach der Verleihung wurde das Feld durch Stollen aufgeschlossen. Außerdem wurde ein Schacht abgeteuft, allerdings fand zu dieser Zeit kein Abbau statt. Im Jahr 1756 wurde mit dem Abbau der Kohle begonnen. Im gleichen Jahr wurde der Schacht in Betrieb genommen. In den folgenden Jahren war das Bergwerk bis 1763 in Betrieb. Im Jahr 1774 war ein Förderschacht vorhanden, der auf ein anders Flöz geteuft worden war. Im Jahr 1782 konsolidierte die Zeche Neue Mißgunst mit der Zeche Unvermuthetglück zur Zeche Neue Mißgunst & Unvermuthetglück.